# Нью-Джорджия (остров)
Нью-Джорджия (англ. New Georgia Island) — вулканический остров в группе островов Нью-Джорджия в архипелаге Соломоновы острова. Административно входит в состав Западной провинции меланезийского государства Соломоновы Острова.

## География
Остров Нью-Джорджия расположен в южной части Тихого океана в островной группе Нью-Джорджия архипелага Соломоновы острова. К северо-западу от острова расположен остров Шуазёль, к северо-востоку — остров Санта-Исабель, к юго-востоку — остров Вангуну, к юго-западу — остров Рендова.
Нью-Джорджия представляет собой вулканический остров, окружённый в некоторых местах коралловым рифом. Длина острова составляет около 85 км, ширина — 41 км. Высшая точка Нью-Джорджии, гора Масе, достигает 860 м. В юго-восточной части находится лагуна Марово.
Климат на Нью-Джорджии влажный, тропический. Остров подвержен землетрясениям и циклонам. Нью-Джорджия покрыт густой растительностью, в болотистых местностях расположены мангровые заросли.

## История
15 марта 1893 года над островом был установлен протекторат Британской империи и до 1971 года был частью Британских Западно-Тихоокеанских Территорий.
Во время Второй мировой войны на Нью-Джорджии американскими войсками была проведена военная операция, начавшаяся 30 июня 1943 года. 23 августа остров был полностью взят под контроль американцами, хотя столкновения с японцами продолжались на близлежащих островах вплоть до октября 1943 года. Главной целью захвата была японская военная база Мунда, захватить которую удалось 5 августа 1943 года. Японские объекты на берегу бухты Баироко были взяты под контроль 25 августа.
С 1978 года остров Нью-Джорджия является частью государства Соломоновы Острова.

## Население
Население острова — 19 312 человек (1999). Большая часть населения Нью-Джорджии проживает на южном побережье. Главное поселение — деревня Мунда, расположенная в северо-западной части Нью-Джорджии. На юго-восточном побережье находится деревня Сегхе.
Островитяне разговаривают на нескольких меланезийских языках:
- кусаге (2395 носителей в 1999 году; распространён в северной части острова);
- марово (8049 носителей в 1999 году; распространён в южной части острова);
- ровиана (9871 носитель в 1999 году; распространён в северной части острова);
- хоава (459 носителей в 1999 году)[6].

Дороро, гулигули, казукуру — вымершие языки.

## Экономика
Основное занятие местных жителей — сельское хозяйство, рыболовство, лесозаготовки. На острове действует аэродром.